# Centro Cultural Viejo Almacén El Obrero
Este tradicional centro cultural de la ciudad de La Plata, capital de la Provincia de Buenos Aires, Argentina, está ubicado en la esquina de 13 y 71, en el Barrio de Meridiano V, siendo parte del Circuito Cultural Meridiano V.

## Historia

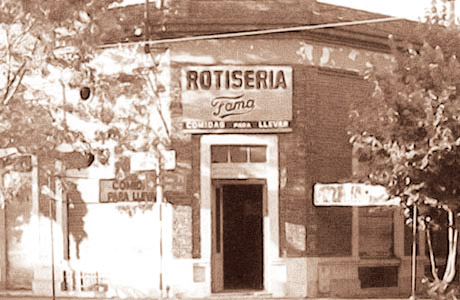
Fachada del edificio cuando funcionaba allí la Rotisería «Fama».

Fue inaugurado el 12 de abril de 1996 y funciona en una edificación construida en 1927, que está considerada Patrimonio Histórico Municipal. Su fundación, mantenimiento y todas sus actividades son responsabilidad de la asociación civil homónima, sin fines de lucro. 
Su nombre honra a un viejo almacén que funcionó en el edificio en las primeras décadas del siglo pasado. También durante un tiempo funcionó allí una asociación benéfica llamada «Nahuel» y luego una rotisería de nombre «Fama».

## Actualidad
Desde su fundación en 1996 este espacio alberga distintas expresiones artísticas de la ciudad (danza, música, artes plásticas), pero es mayormente conocido por sus espectáculos de teatro, que pueden ser de producción propia o de otros grupos de teatro independiente. La cartelera teatral brinda funciones de marzo a diciembre.
Hoy en día el Centro Cultural cuenta con tres salas (A, B y C) aptas para distintos tipos de eventos como espectáculos teatrales y musicales, proyecciones cinematográficas, exposiciones plásticas, charlas, conferencias, entre otros.
También brinda talleres de teatro para todas las edades y acrobacia aérea.

## Circuito Cultural Meridiano V
El Circuito Cultural Meridiano V es un conjunto de centros culturales, ferias, teatros, bares y talleres del barrio Meridiano V. Además del Centro Cultural Viejo Almacén El Obrero, el circuito es integrado por:
|  | - Centro Cultural Estación Provincial - Bar Imperio - Mirapampa - Ciudad Vieja - Okupas del Andén - Séptido - Grupo La Grieta - Grupo El Faldón - Edgardo Restaurant - Feria en la Esquina - Hostel Ocampos - Bar de barrio - Plagas Bar - K-pocha - La Rotisserie - Espacio Suma |  | - Quinto Meridiano de las Artes, feria. - Taller artístico “Nehuen” - Cuerda de Candombe “La Minga” - Expendio cultural “El Provincial” - Taller de cerámica “Cielo de tierra” - Salón de Unión Ferroviaria - Taller de percusión “ “Casa Cambá” - Escuela de Básquet “C. F.B. Meridiano V” - Biblioteca Popular “E. Gonino” - Atelier de Fileteado “Coqui” - Beat64 Studio - Escuela 58 - Cooperativa “17 de octubre” Escuela de oficios - El quinto Meridiano de las artes - Paseo de diseño y artesanías |